# Franz Bergmüller
Franz Bergmüller (* 5. Mai 1965 in Bad Aibling) ist ein deutscher Politiker der AfD. Er ist seit November 2018 Mitglied des Bayerischen Landtags.

## Leben
Bergmüller ist als Gastwirt, Metzger und Immobilienunternehmer in Bayern tätig. Er trat 1983 in die CSU ein und war für diese Mitglied im Gemeinderat sowie zweiter Bürgermeister in Feldkirchen-Westerham. Im Streit um das Rauchverbot in Gaststätten trat er von der CSU zu den Freien Wählern über und gründete den Verein zum Erhalt der bayerischen Wirtshauskultur. Für die Freien Wähler kandidierte er bei der Landtagswahl in Bayern 2008 im Stimmkreis Rosenheim-West und erhielt dort 9,3 % der Erststimmen.  
Bergmüller ist Mitglied der bayerischen AfD. Seine Parteimitgliedschaft war in der Vergangenheit aufgrund interner Konflikte umstritten, wurde jedoch durch einen Vergleich vor dem Landgericht Traunstein am 14. Mai 2025 geklärt. In diesem Verfahren erklärte sich Bergmüller bereit, rückständige Mandatsträgerbeiträge in Höhe von 18.777,76 Euro für den Zeitraum April 2023 bis Mai 2025 an den AfD-Landesverband Bayern zu zahlen und diese Beiträge zukünftig regelmäßig zu leisten, womit ein Parteiausschlussverfahren beendet wurde. Bei der bayerischen Landtagswahl 2018 kandidierte er als Stimmkreisabgeordneter im Stimmkreis Rosenheim-West und gewann 10,6 % der Erststimmen und erlangte auf Listenplatz 1 der AfD in Oberbayern ein Mandat. Bergmüller zog als Abgeordneter in den Bayerischen Landtag ein. Bei der Landtagswahl 2023 zog er erneut in den Landtag ein. Er ist Mitglied des Ausschusses für Wirtschaft, Landesentwicklung, Energie, Medien und Digitalisierung. Zusätzlich ist er Mitglied des Ausschusses für Eingaben und Beschwerden sowie stellvertretendes Mitglied im Ältestenrat des Bayerischen Landtags.
Bergmüller engagiert sich stark für die Belange der bayerischen Wirtschaft, insbesondere für kleine und mittelständische Unternehmen, und setzt sich für die Förderung der bayerischen Wirtshauskultur ein. Er ist bekannt für seine kritische Haltung gegenüber staatlichen Regulierungen, insbesondere in Bezug auf die Gastronomiebranche. Er hält die Auszeichnung „Kommunale Verdiensturkunde“.